# Corrado di Antiochia
Corrado di Antiochia (1242 – 1320) è stato un nobile italiano.
Nipote dell'imperatore Federico II di Svevia, è stato conte di Albe e Loreto, signore di Anticoli e Piglio.

## Biografia
Nacque attorno al 1240 e al 1241 da Federico, figlio illegittimo dell'imperatore Federico II di Svevia, e da sua moglie Margherita di Poli dei conti di Saracinesco, parente di papa Gregorio IX.
Nel settembre 1258, mentre era capitano d'Abruzzo, prese parte al parlamento di Foggia convocato da suo zio Manfredi, che gli confermò le contee d'Alba, di Celano e di Loreto, ereditate dal padre morto nel 1256; Manfredi gli conferì anche la contea d'Abruzzo e altri beni in Calabria. Ebbe anche i feudi di Anticoli, Saracinesco, Mola, Sambuci, Rocca dei Sorci, Rocca dei Murri, Castello del Piglio e altri, tra la valle dell'Aniene e la Marsica.
Tra il 1258 e il 1261 sposò Beatrice, figlia del gran maresciallo del Regno Galvano Lancia, che gli diede otto figli: cinque maschi (tra i quali Bartolomeo e Francesco, che furono arcivescovi di Palermo) e tre femmine (due delle quali, Giovanna e Costanza, sposarono i fratelli Cangrande e Bartolomeo I della Scala).
Nell'ottobre 1261 Manfredi gli affidò il vicariato della Marca d'Ancona, del ducato di Spoleto e di Romandiola, che gli svevi contendevano al papato, e lo mise al comando di un esercito formato in massima parte di soldati saraceni. Tentò la conquista di Spoleto nell'estate 1262 e nel dicembre successivo, alleatosi con Matelica, sconfisse Camerino conquistando la rocca di Santa Maria in Monte. Nel tentativo di cingere d'assedio Montecchio, nel dicembre 1263 fu catturato e imprigionato del locale cassero. Il suocero Galvano Lancia, tentò invano di liberarlo attaccando con il suo esercito Montecchio, poi riuscì a corrompere Baglione Baglioni, podestà di Montecchio, che nel gennaio 1264 consentì la sua evasione. Verso la fine del 1264 papa Urbano IV lo scomunicò spingendolo a lasciare la Marca.
Dopo l'invasione angioina del regno di Sicilia, Manfredi lo inviò nei suoi feudi in Abruzzo per reclutare alleati ma, coinvolto negli scontri con i guelfi locali, non riuscì a riunirsi a Manfredi che nel 1266 fu sconfitto a Benevento.
Insieme al suocero si rifugiò in Abruzzo, da cui tentò inutilmente di offrire la sua sottomissione a Carlo d'Angiò: ricorse alla mediazione di papa Clemente IV, che lo assolse dalla scomunica e perorò la sua causa, ma Carlo lo fece comunque cattutare e imprigionare. Riuscì a evadere nel gennaio 1267 e a rifugiarsi a Saracinesco.
Nell'ottobre 1267 raggiunse a Verona il cugino Corradino, sceso in Italia a riconquistare il Mezzogiorno, e ottenne da lui la conferma dei suoi feudi e in più il titolo di principe d'Abruzzo. Come fautore di Corradino, fu nuovamente scomunicato il 25 aprile 1268.
Si distinse nella battaglia di Tagliacozzo, ma fu catturato da Carlo d'Angiò e imprigionato presso Palestrina. Nel settembre 1268 il cardinale Gian Gaetano Orsini, ottenne la sua liberazione in cambio di quella due fratelli, Napoleone e Matteo, prigionieri presso Bianca Lancia a Saracinesco: papa Clemente IV si impegnò a tenere in custodia Corrado presso la corte pontificia a Viterbo, ma nel 1272 il nuovo papa, Gregorio X, lo liberò in cambio di un giuramento di fedeltà e lo assolse dalla scomunica.
Ritiratosi nel feudo di Anticoli, alla morte dello zio Enzo, l'ultimo figlio ancora in vita di Federico II, ricevette in eredità la contea di Molise; proprio in Molise riprese la sua politica antiguelfa occupando il castello di Macchia, presso Isernia.
Sostenne l'occupazione aragonese della Sicilia e nell'ottobre del 1282 Pietro III da Messina lo invitò a occupare l'Abruzzo. Dalla sua roccaforte di Rocca dei Sorci, presso Anticoli, attaccò ripetutamente Petrella, Antrodoco, Mareri e Frontino, venendo nuovamente scomunicato da papa Martino IV. Approfittando della vittoria navale degli aragonesi sugli angioini a Napoli nel 1284, tentò di riprendere la contea di Albe, fu fermato presso Rocca di Colle da Stefano Colonna, signore di Genazzano.
Con il sostegno economico dalla regina Costanza, continuò la sua lottare e nel 1286, approfittando della morte di Carlo d'Angiò, occupò vari castelli d'Abruzzo e la sua contea di Albe; ma l'esercito papale capitanato da Giovanni d'Appia lo costrinse ancora a ritirarsi ad Anticoli.
Dopo il 1286 non si hanno più sue notizie, ma secondo alcune testimonianze nel 1312 giunse a Roma con trenta cavalieri per unirsi a Enrico VII di Lussemburgo.
I discendenti di Corrado si divisero in due rami: uno laziale (signori di Anticoli e Piglio) e uno siciliano (conti di Capizzi).
È considerato il capostipite della nobile famiglia dei Caputo di Napoli e Tropea.

## Discendenza
Corrado si sposò nel 1258 con Beatrice Lancia, figlia di Galvano Lancia, dalla quale ebbe otto figli:
- Federico  (1259-1305);
- Bartolomeo  (1260-1311), arcivescovo di Palermo;
- Francesco  (1265-1320), arcivescovo di Palermo;
- Costanza  (1270-1304), detta "Antiochetta", la quale sposò Bartolomeo I della Scala;
- Imperatrice (1275-1310), andata in sposa a Federico della Scala;
- Corrado (1275-1300);
- Galvano (1279-1305);
- Giovanna (1280-1352), unitasi in matrimonio con Cangrande I della Scala[3].